# NGC 383
NGC 383 est une galaxie lenticulaire située dans la constellation des Poissons. NGC 383 a été découverte par l'astronome germano-britannique William Herschel en 1784.

## Caractéristiques
Sa vitesse par rapport au fond diffus cosmologique est de 4 801 ± 24 km/s, ce qui correspond à une distance de Hubble de 70,8 ± 5,0 Mpc (∼231 millions d'al).
À ce jour, 32 mesures non basées sur le décalage vers le rouge (redshift) donnent une distance de 66,403 ± 11,965 Mpc (∼217 millions d'al), ce qui est à l'intérieur des valeurs de la distance de Hubble.
Selon la base de données Simbad, NGC 383 est une radiogalaxie.

## Trou noir supermassif
Basée sur la vitesse interne de la galaxie mesurée par le télescope spatial Hubble, la masse du trou noir supermassif au centre de la galaxie NGC 383 serait comprise entre 290 millions et 1,3 milliard de {\displaystyle M_{\odot }}.

## Supernova
La supernova SN 2015ar a été découverte dans NGC 383 le 11 novembre 2015 par E. Conseil et G. Arlic. Cette supernova était de type Ia.

## La chaine de galaxies Arp 331 et le Groupe de NGC 452

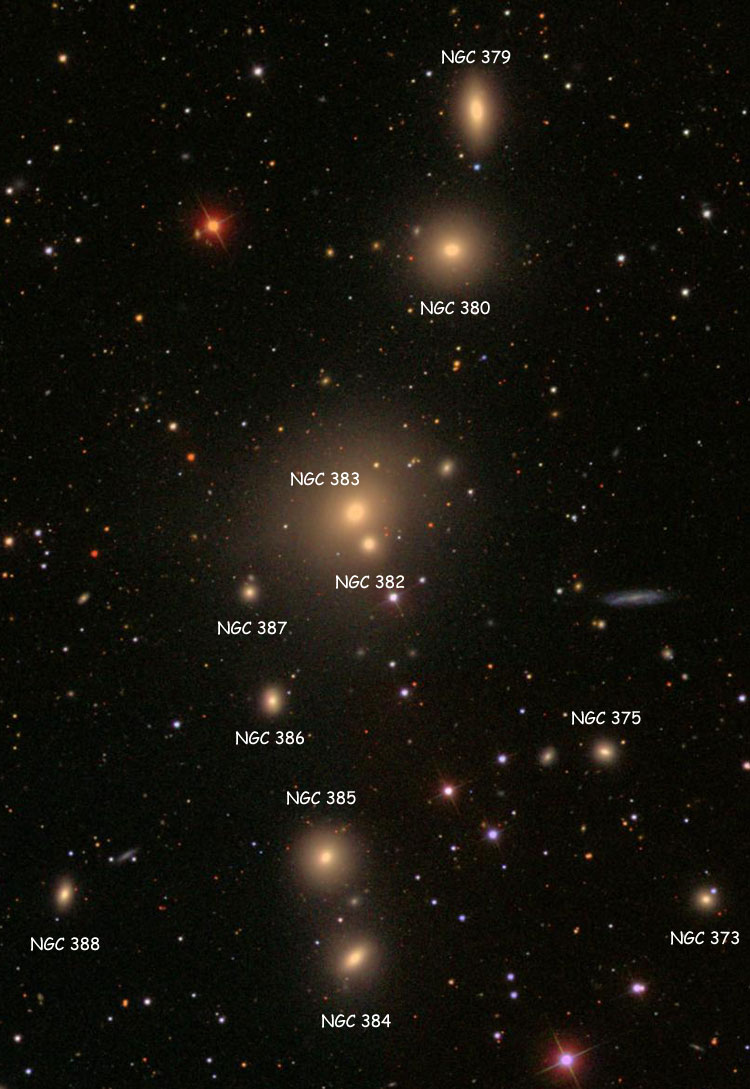
La chaine de galaxies Arp 331. (SDSS)

NGC 383 est le membre dominant de la chaine de galaxies Arp 331 . C'est une puissante radiogalaxie avec des jets intérieurs coniques de forme irrégulière qui s'étendent jusqu'à environ 300 kpc (∼978 000 al) du centre. On peut voir sur l'image de droite la poussière présente dans NGC 383. On pense que les jets de matière sont alimentés par un disque d'accrétion qui entoure un trou noir supermassif.
NGC 383 avec les galaxies NGC 375, NGC 379, NGC 380, NGC 382, NGC 384, NGC 385, NGC 386, NGC 387 et NGC 388 ont été inscrites dans l'atlas Arp sous la cote Arp 331. L'Atlas Arp cite Arp 331 comme un exemple d'une chaine de galaxies. Puisque NGC 375 est à environ 80,2 Mpc (∼262 millions d'al) et NGC 384 à environ 58,0 Mpc (∼189 millions d'al) de nous, certaines des galaxies d'Arp 331 sont très éloignées entre elles. Les galaxies de cette chaine n'appartiennent donc pas toutes à un groupe de galaxies. Cependant NGC 383 et plusieurs galaxies de cette chaîne appartiennent au groupe de NGC 452, la plus grosse galaxie d'un groupe de plus d'une vingtaine de membres. 